# Jeisson Suárez
Jeisson Alexander Suárez Bocanegra nacido en el municipio colombiano de Líbano, del departamento de Tolima en Colombia, el 21 de marzo de 1991. Es un atleta colombiano que se desempeña en la disciplina del atletismo, especialista en larga distancia (maratón).
Jeisson, representa de la Liga de Atletismo del Valle del Cauca y es integrante del Equipo Elite Asics de atletismo.

## Trayectoria
Sus inicios fueron en la Liga de Atletismo del Tolima para después pasarse a la del Valle. Allí empezó a correr al lado de los mejores del país y su nivel técnico creció. Su carrera de éxitos se inició en el 2007 en Chaparral. En la categoría infantil, con 15 años de edad gana su primera competencia en esta población del sur del Tolima. 
Con 28 años, había ganado las más importantes carreras que se organizan en el país. Ganó la Copa Nacional de Montaña 2014, la Carrera Atlética Internacional Ciudad de Girardot 2015, las medias maratones de Ibagué 2015 y 2017, Buga 2016, Yopal 2016 y Villavicencio 2017. Se impuso en la 15k de Temuco (Chile), la media maratón de Panamá, y la Carrera Atlética Internacional Maratón de Panamá.
El fondista ganó la medalla de oro en los Juegos Bolivarianos 2017, en los XXIII Juegos Centroamericanos y del Caribe en 2018 y en los XX Juegos Nacionales en 2019 y ostenta el récord nacional en distancia de maratón. 
Jeisson Suárez, logró el registro de clasificación para los Juegos Olímpicos Tokio 2020, (desarrollado entre el 23 de julio de 2021 y 8 de agosto de 2021 a raíz de la pandemia de Coronavirus) y estableció nuevo récord nacional en la prueba de maratón en la NN Mission Marathon, evento organizado por NN Running Team, en la localidad de Twente en Países Bajos. Suárez marcó 2 horas, 10 minutos y 51 segundos, en un hecho sin precedentes en Colombia, para convertirse en el tercer maratonista colombiano clasificado a los Juegos Olímpicos, e imponer récord nacional, tras superar el tiempo de 2:11:07, que había logrado Iván González,  del Equipo Porvenir, en Valencia, España, en diciembre del 2020.
Jeisson ostenta su mejor marca personal para la distancia de 21k en 1 h 03 m 45 s, alcanzada en Málaga, España, en el evento Meta Time Trials de Asics, marca proveedora que apoya al colombiano en el Equipo Élite Asics.